# Нойбергский монастырь
Но́йберг (нем. Neuberg) — бывший католический цистерцианский монастырь в коммуне Нойберг-ан-дер-Мюрц, федеральная земля Штирия, Австрия. Находится в долине реки Мюрц, примерно в 30 км к юго-западу от Винер-Нойштадта. Один из наиболее хорошо сохранившихся средневековых монастырских ансамблей в Австрии.

## История

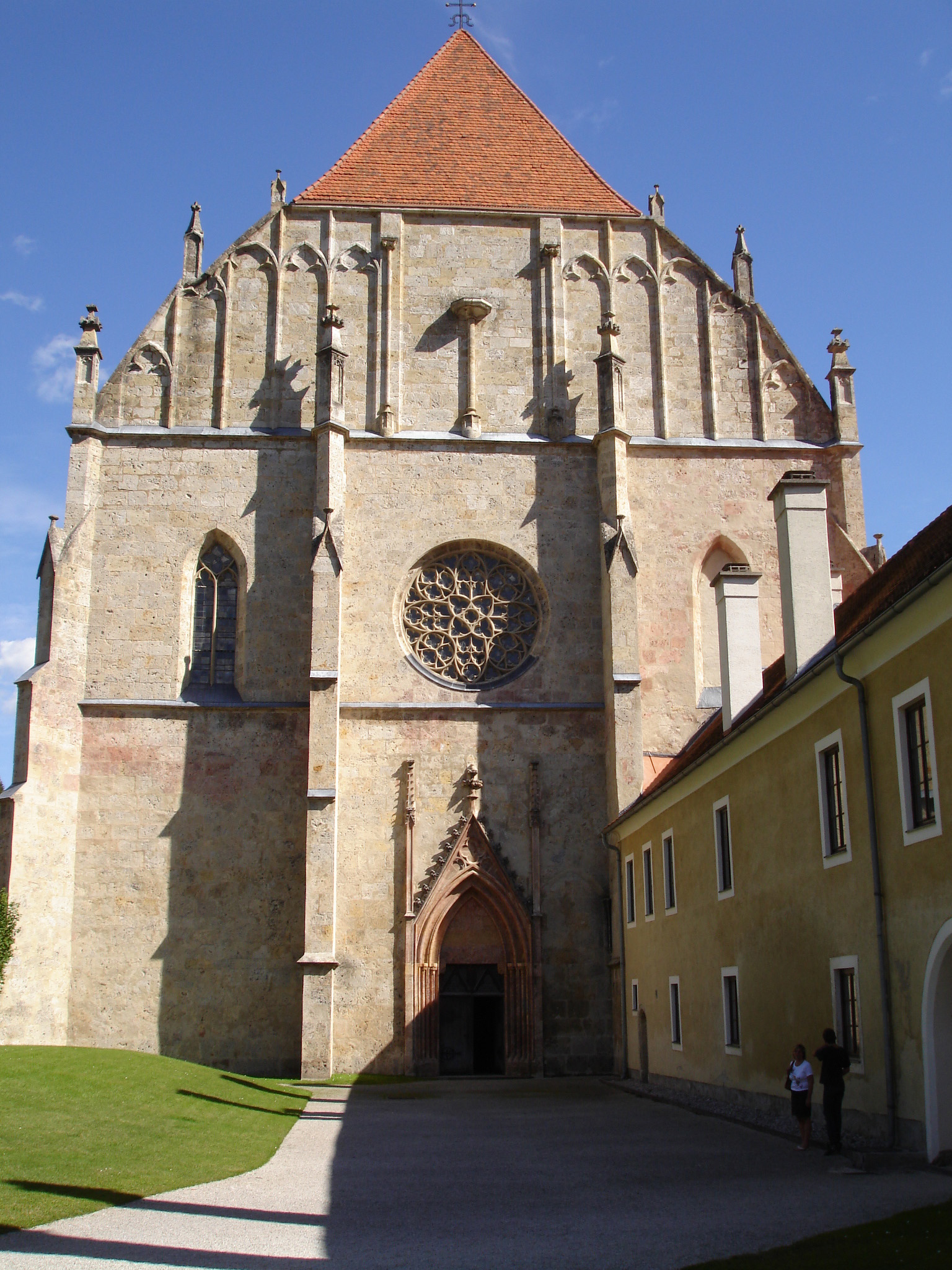
Главный фасад церкви

Аббатство было основано в 1327 году герцогом Австрии Оттоном Весёлым, как дочернее аббатство цистерцианского монастыря Хайлигенкройц. Основатель монастыря умер в Нойберге в 1339 году.
В 1786 году император Иосиф II в рамках политики ослабления Католической церкви и её подчинения светским властям, получившей позднее название иосифизм, закрыл более 500 монастырей. В их число попал и Нойберг. Часть зданий монастыря была разрушена, однако большая часть монастырского ансамбля сохранилась благодаря тому, что в 1850 году бывший монастырь был превращён в охотничий дворец императора Франца Иосифа I. Бывшая монастырская церковь стала исполнять функции обычной приходской. Позднее, вплоть до 2006 года, здания монастыря принадлежали Австрийскому министерству лесного хозяйства.

## Современное состояние
В 2007 году здание было передано из государственной в частную собственность с условием сохранения и поддержания архитектурного ансамбля Нойберга. Новым собственником стал концерн Aigner Immobilien Gruppe. Современная концепция использования зданий Нойберга предполагает сочетание коммерческой (часть помещений сдаётся в аренду) и некоммерческой эксплуатации (выставки, музеи). Церковь бывшего монастыря по прежнему служит приходской церковью посёлка Нойберг-ан-дер-Мюрц.

## Архитектура

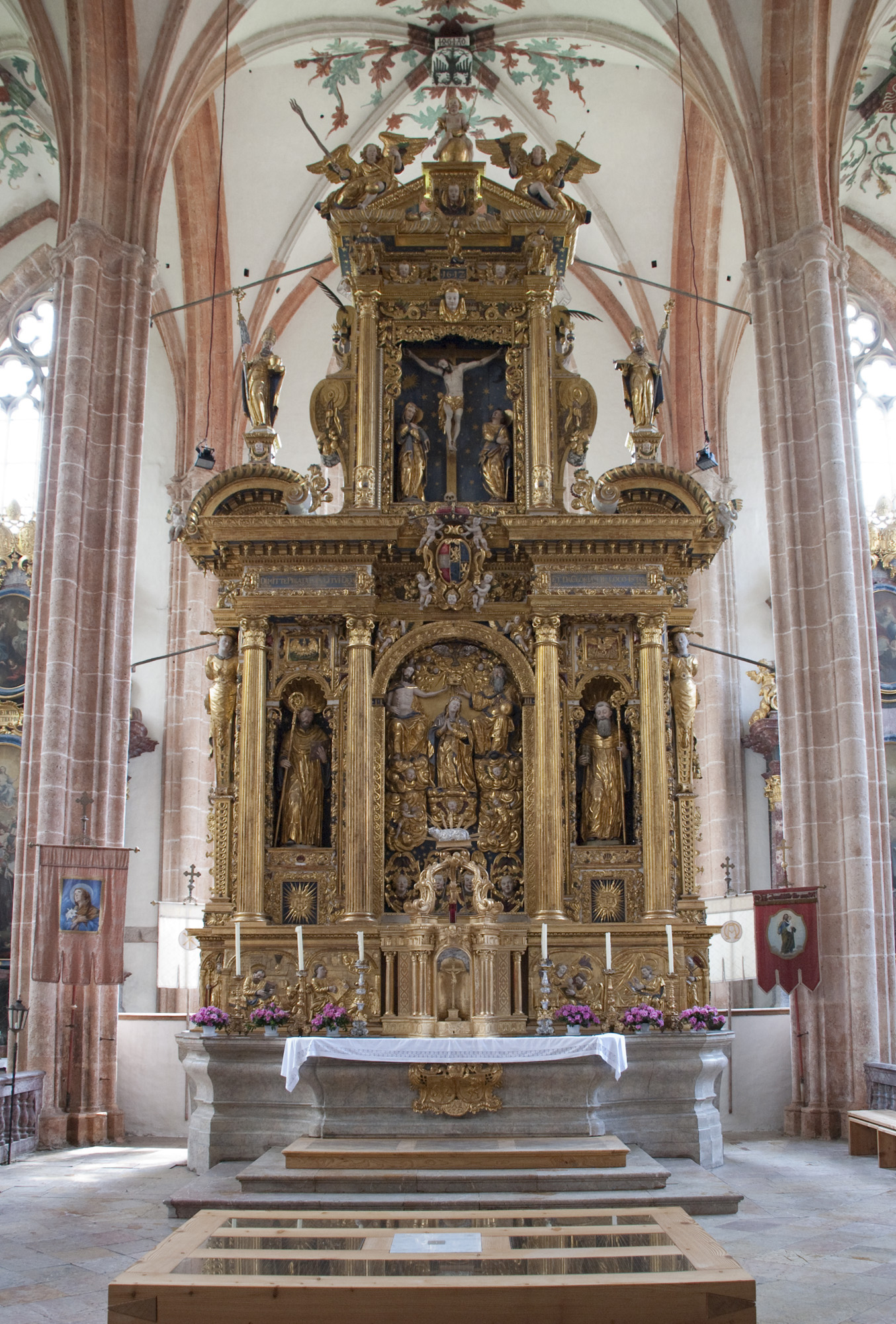
Главный алтарь

Готическая церковь монастыря была построена в XIV—XV веке, завершена в 1496 году. Деревянная крыша первой половины XV века построена из более чем 1100 м³ лиственницы, это самое большое сооружение подобного рода в немецкоязычном мире. В убранстве особо выделяются богато декорированный барочный алтарь 1612 года, статуя Богоматери из песчаника и несколько боковых готических капелл.
В клуатре и зале капитулов можно видеть несколько резных каменных рельефов XIV века, имеющих большое культурное значение.